# Szeroki Bór
Szeroki Bór (niem. Breitenheide) – wieś w Polsce, w sołectwie Szeroki Bór, położona w województwie warmińsko-mazurskim, w powiecie piskim, w gminie Ruciane-Nida.
W latach 1975–1998 miejscowość administracyjnie należała do województwa suwalskiego.
Szeroki Bór to mała osada leśna z XVII wieku. Położona jest w sercu Puszczy Piskiej, ok. 6 km na południe od Szlaku Wielkich Jezior Mazurskich. Miejscowość leży bezpośrednio nad jeziorem Jaśkowo Duże. W pobliżu znajduje się 11 większych jezior (w tym największe jezioro w Polsce – Śniardwy). Szeroki Bór leży w odległości ok. 5 km od miasta Ruciane-Nida, ok. 12 km od miasta Pisz oraz ok. 3 km od miejscowości Wiartel.